# Denisa Dvořáková
Denisa Dvořáková (Praga, 28 maggio 1989) è una modella ceca.
All'età di 16 anni vince, nel 2006 a Marrakech, l'Elite Model Look. La vittoria la porterà a posare per le copertine di Vogue Italia e Dazed. Sfilerà in passerella per Versace, Chanel, Karl Lagerfeld, Fendi, Christian Dior, John Galliano e Valentino.